# Cypa attenuata
Cypa attenuata är en fjärilsart som beskrevs av Inoue 1991. Cypa attenuata ingår i släktet Cypa och familjen svärmare. Inga underarter finns listade i Catalogue of Life.